# Onthophagus bornemisszai
Onthophagus bornemisszai är en skalbaggsart som beskrevs av Matthews 1972. Onthophagus bornemisszai ingår i släktet Onthophagus och familjen bladhorningar. Inga underarter finns listade i Catalogue of Life.